# Wadi asz-Szati

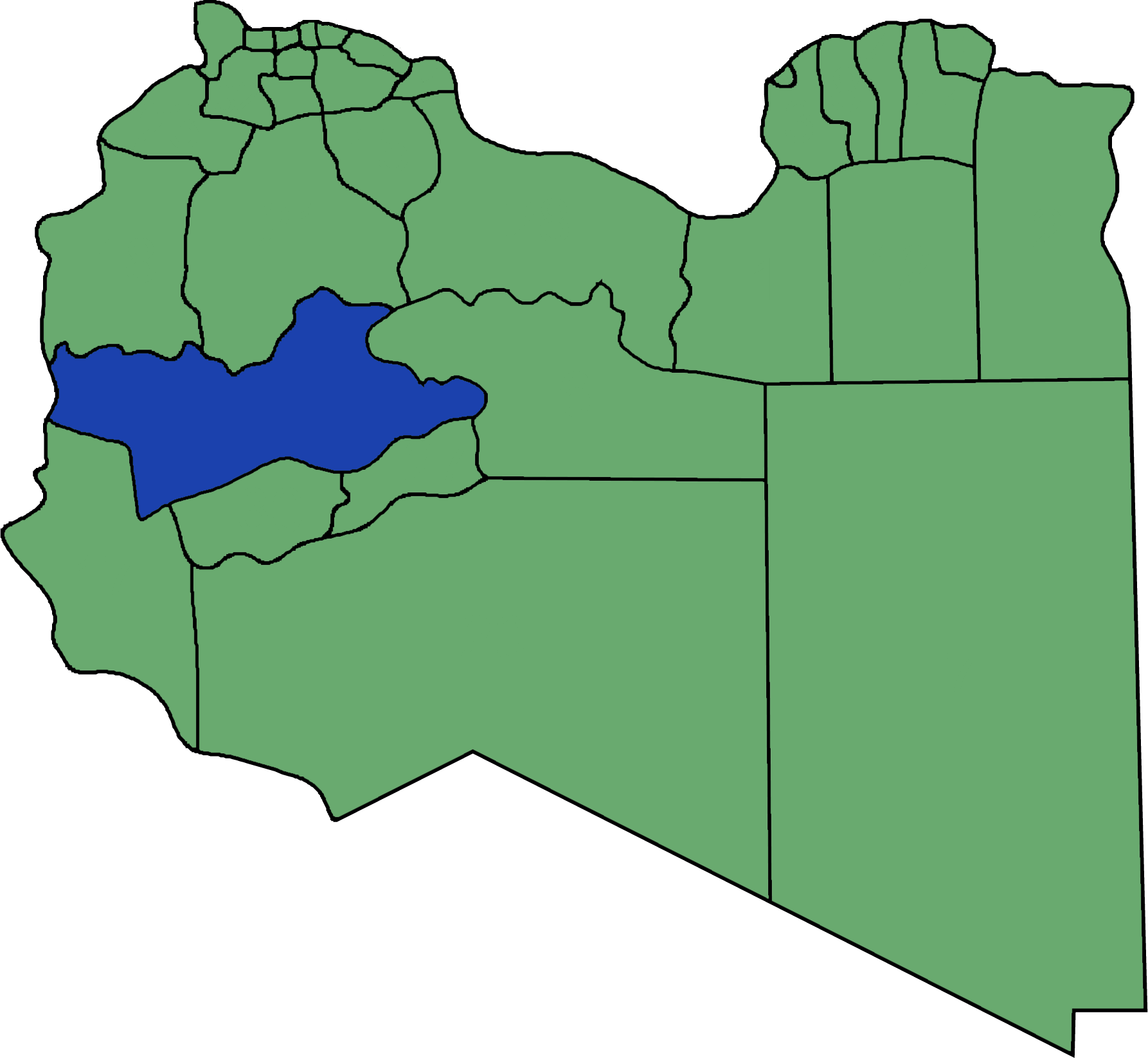
Wadi asz-Szati

Wadi asz-Szati (arab. وادي الشاطئ, Wādī al-Shāţi‘) – gmina w Libii ze stolicą w Biraku.
Liczba mieszkańców – 60 tys.
Kod gminy – LY-SH (ISO 3166-2).
Graniczy z gminami:
- Ghadamis – północny zachód
- Mizda – północ
- Al-Dżufra – wschód
- Sabha – południowy wschód
- Wadi al-Hajat – południe
- Ghat – południowy zachód